# 細谷資彦
細谷 資彦（ほそや すけひこ、1897年（明治30年）6月13日-1944年（昭和19年）9月12日）は、日本の海軍軍人。海軍少将従四位勲三等。

## 生涯
父は日露戦争において特務艦隊司令官を務めた海軍少将 細谷資氏で、その二男。細谷は海軍兵学校47期を経て海軍大学校航海学生を卒業した航海科専攻士官で、空母「加賀」、「鳳翔」、戦艦「霧島」、「長門」などで航海長を歴任。中央では海軍省人事局員、伏見宮博恭王附武官のほか軍令部出仕として臨時戦史部に勤務（第四部第八課長）。大佐進級後に砲艦「安宅」艦長として日中戦争を戦い、1943年（昭和18年）12月に第一海上護衛隊運航指揮官に就任し、翌年にヒ72船団の指揮中に戦死した。
細谷の墓は東京都台東区の谷中霊園にある。